# Ближнє-Пєсочне
Ближнє-Пєсочне (рос. Ближне-Песочное) — робітниче селище в Виксинському міському окрузі Нижньогородської області Російської Федерації.
Населення становить 2893 особи. Входить до складу муніципального утворення Міський округ місто Викса.

## Історія
Раніше населений пункт належав до ліквідованого 2011 року Виксинського району. До 2011 року входило до складу муніципального утворення Робітниче селище Ближнє-Пісочне.

## Населення
| 1859  | 1897  | 1905  | 1970  | 1979  | 1989  | 1999  |
| ----- | ----- | ----- | ----- | ----- | ----- | ----- |
| 953   | ↗2120 | ↗2651 | ↗5280 | ↘4329 | ↘3094 | ↘2700 |
| 2002  | 2008  | 2009  | 2010  | 2011  | 2012  | 2013  |
| ↘2679 | ↗2907 | ↗2999 | ↘2917 | ↗2919 | ↗2990 | ↗3081 |
| 2014  | 2015  | 2016  | 2017  |       |       |       |
| ↗3197 | ↗3216 | ↘3202 | ↘3182 |       |       |       |